# 川津健二朗
川津 健二朗（かわつ けんじろう）は、日本の茨城県出身の漫画家。成人向け漫画用に「らーかいらむ」という別名義を持つ。漫画家であるもりしげとは、アマチュア時代から交流がある。

## 作品リスト

### 「川津健二朗」名義
- 『のーぶら』 （2002年 - 2004年、月刊少年チャンピオン、秋田書店、全5巻）
- 『恋花温泉』 （2005年 - 2010年、ヤングアニマル嵐、白泉社、全9巻）
- 『設定少女』 （ヤングアニマル嵐、白泉社〈ヤングアニマルコミックス〉、全3巻）
  1. 2012年6月29日[1] ISBN 978-4-59214-723-7
  2. 2013年3月29日[2] ISBN 978-4-59214-724-4
  3. 2013年9月27日[3] ISBN 978-4-59214-725-1

### 「らーかいらむ」名義
- 『ちっちゃな約束』 （1998年7月 オークラ出版〈OAK comix〉 ISBN 4-87278-314-X）
- 『悦楽天使』 （1999年5月 平和出版〈ピースコミックス〉 ISBN 4-938384-26-4）
- 『愛撫』 （2000年7月 平和出版〈ピースコミックス〉 ISBN 4-938384-44-2）
- 『迷宮学園』 （2001年2月23日[4] ティーアイネット〈MUJIN COMICS〉 ISBN 4-88774-032-8）
- 『ああっお姉さまっ』 （2002年1月11日[5] ティーアイネット〈MUJIN COMICS〉 ISBN 4-88774-057-3）
- 『アイドルマネージャー千波ちゃん』 （2007年12月7日[6] ティーアイネット〈MUJIN COMICS〉 ISBN 978-4-88774-246-8）
- 『悦楽天使』 （2008年7月11日[7] ティーアイネット〈MUJIN COMICS〉 ISBN 978-4-88774-268-0） - 復刊
- 『撮り鉄の僕がコスプレ撮影を頼まれた結果』 （2019年12月 楽楽出版〈RK COMICS CYBERIA SERIES〉 ISBN 978-4-86704-415-5）